# جيريمياه أغسطس هندرسون
جيريمياه أغسطس هندرسون (بالإنجليزية: Jeremiah Augustus Henderson)‏ هو ضابط أمريكي، ولد في 12 يونيو 1832، وتوفي في 6 أبريل 1877.